# Bjørn Rasmussen
Bjørn Rasmussen (Copenaghen, 19 maggio 1885 – Aarhus, 9 agosto 1962) è stato un calciatore danese.

## Carriera

### Club
Ha giocato per il KB tra il 1903 e il 1910.

### Nazionale
Convocato per i giochi olimpici di Londra, ha disputato due gare alle olimpiadi, conquistando la medaglia d'argento.

## Palmarès

### Nazionale
- Argento olimpico: 1

Londra 1908